# Stuttgarter Jubiläumsbibel
Die Stuttgarter Jubiläumsbibel ist eine Lutherbibel mit Erklärungen.

## Jubiläumsbibel 1912
Die Privilegierte Württembergische Bibelgesellschaft in Stuttgart gab anlässlich ihres 100-jährigen Bestehens 1912 eine Lutherbibel mit allgemeinverständlichen Erklärungen heraus. Beigaben zum Bibeltext, wie sie die Biblia Deudsch reichlich geboten hatte, waren im 19. Jahrhundert im evangelischen Raum unüblich geworden. Damit die Bibel sich selbst erklären konnte (Sola-Scriptura-Prinzip), waren stattdessen viele Bibelverse durch Querverweise zueinander in Beziehung gesetzt worden. Die erklärenden Zwischentexte in der Jubiläumsbibel waren deshalb ein Wagnis, was der Bibelgesellschaft bewusst war. Die Erklärungen stammten von einer Gruppe württembergischer Geistlicher unter Leitung von Paul Langbein (Altpietistischer Gemeinschaftsverband). Zielgruppe war zum einen der einsame Bibelleser, andererseits der „Hausvater“, der mit seiner Familie oder sonst einem „engeren Kreis“ ein Bibelgespräch führen will und sich darauf vorbereitet.

## Überarbeitete Taschenbibel 1937
1937 erschien eine überarbeitete Taschenausgabe, die weite Verbreitung fand.
In der Einleitung zum Alten Testament hieß es jetzt: „Es richten sich die heftigsten Angriffe gegen das Alte Testament als gegen ein Buch, das jüdischen Geist in schlimmster Weise atme und einen Gott verkündige, … der in völligem Gegensatz stehe zu dem, was das Neue Testament uns als Gotteserkenntnis vermittle. Deshalb könne das Alte Testament nicht länger mehr Lehr- und Erbauungsbuch in der christlichen Kirche sein, sondern müsse aus Gottesdienst und Religionsunterricht verschwinden. […] Hätten sie mit ihren Behauptungen recht, wie hätte dann Jesus so völlig im Alten Testament wurzeln können, wie es tatsächlich der Fall war!“
Dietrich Bonhoeffer empfahl diese Bibelausgabe, die er auch persönlich nutzte. So schrieb er 1940 im 6. Rundbrief an die Ehemaligen des Predigerseminars Finkenwalde: „Ich möchte Euch auch noch einmal auf die kleine Ausgabe der Stuttgarter Jubiläumsbibel aufmerksam machen, die einem durch ihre Text und Sache betreffenden Anmerkungen gelegentlich doch das Lesen besonders des A. T. sehr erleichtert, gerade wenn man sonst keine anderen Hilfsmittel zur Hand haben kann.“

## Stuttgarter Biblisches Nachschlagewerk
1931 gab die Württembergische Bibelgesellschaft einen „Anhang zur Stuttgarter Jubiläumsbibel“ als Buch heraus. Er enthält weitere Hilfsmittel zum Bibelstudium:
- Einführung in die Heilige Schrift;
- Luthers Vorreden;
- Gebete aus Johann Albrecht Bengels Neuem Testament;
- Beschreibung des Heiligen Landes;
- Geschichte des Volkes Israel;
- Natur und Volksleben im Lande der Bibel;
- Erklärung einzelner Wörter;
- Konkordanzen;
- Evangeliensynopse;
- „Schriftworte und Schriftabschnitte mit Leitworten für besondere Zeiten und Fälle des Lebens“;
- Bibellesetafel;
- Landkarten (sowie 16 Fotografien von Orten der Bibel).

## Textausgaben
- Stuttgarter Jubiläumsbibel mit erklärenden Anmerkungen. Privileg. Württemb. Bibelanstalt Stuttgart 1937, Nachdruck 1951.
- Stuttgarter Biblisches Nachschlagewerk. Anhang zur Stuttgarter Jubiläumsbibel mit erklärenden Anmerkungen. Privileg. Württemb. Bibelanstalt Stuttgart 1937, Nachdruck 1955.
- Jubiläumsbibel mit erklärenden Anmerkungen (Neuausgabe in lateinischer Schrift). Deutsche Bibelgesellschaft, Stuttgart 2015, ISBN 978-3-438-01118-3.